# Brug Nieuwersluis
De Brug Nieuwersluis was een vaste stalen boogbrug over het Merwedekanaal later Amsterdam-Rijnkanaal.

## Geschiedenis
In 1892 werd het Merwedekanaal geopend waardoor de verbinding tussen het dorp Nieuwersluis en Station Nieuwersluis-Loenen werd onderbroken. In het verlengde van de Stationsstraat ten noorden van de Nieuwe Wetering verscheen een draaibrug naar de Angstelkade. Naast een draaibrug, die geregeld moest worden geopend voor de scheepvaart, verscheen ook een hoge voetgangersbrug met 3 kolommen, trappen met halverwege een bordes en voorzien van verlichting.
In 1937 verscheen een nieuwe stalen boogbrug, nodig vanwege de vergroting van het Merwedekanaal tot het Amsterdam-Rijnkanaal, een proces dat nog tot na de Tweede Wereldoorlog zou gaan duren. In 1937 werd de nieuwe brug geopend waarbij de oude draaibrug werd opgeblazen met springstof en ook de voetgangersbrug verdween.  
Door de aanstaande sluiting van station Nieuwersluis was de brug niet meer noodzakelijk omdat behalve het station op die plek alleen maar weilanden lagen. De brug werd in 1947-1948 gesloopt en is slechts 10 jaar gebruikt. Voor boeren was er bepaalde tijd een alternatief met een Veerwagen bij Nieuwer ter Aa. Fietsers en voetgangers moesten tot 1960 gebruik maken van een roeiboot. Anno 2023 is de Veerdienst Nieuwer ter Aa een alternatief voor fietsers en voetgangers om het kanaal over te steken en het overige verkeer moet of via de Loenerslootsebrug of via de Breukelerbrug omrijden.   
De brug moet niet worden verward met de Nieuwersluisbrug elders in het dorp.